# 구례북중학교
구례북중학교(求禮北中學校)는 대한민국 전라남도 구례군 용방면 신지리에 있는 공립 중학교이다.

## 학교 연혁
- 1970년 12월 16일 : 구례북중학교 설립 인가
- 1971년 3월 9일 : 구례북중학교 개교, 초대 최명환 교장 취임
- 2023년 3월 1일 : 제22대 김현배 교장 부임
- 2025년 2월 7일 : 제52회 졸업 5명(졸업생 총수 5,876명)
- 2025년 3월 4일 : 신입생 12명 입학

## 참고 자료
- 구례북중학교 - 한국교육학술정보원 학교알리미